# فيرغريتو
فيرغريتو (بالإيطالية: Verghereto)‏ هي بلدية في مقاطعة فورلي تشيزينا في إقليم إميليا رومانيا الإيطالي.

## السكان
في سنة 1861 بلغ عدد السكان 2٬332 نسمة، وتطور العدد ليصل في سنة 2011 لـ 1٬974 نسمة.
يظهر هذا المخطط البياني تطور النمو السكاني لـ فيرغريتو

## توأمة
لفيرغريتو اتفاقيات توأمة مع كل من:
- Source-Seine [الإنجليزية]‏
- ميليسانو
- Saint-Germain-Source-Seine [الإنجليزية]‏